# Tyler Bey
Tyler Tarik Bey (Las Vegas, 10 de fevereiro de 1998) é um basquetebolista profissional norte-americano, que joga pelo time Dallas Mavericks da National Basketball Association (NBA).